# فنسنت ماهر
فنسنت ماهر (بالإنجليزية: Vincent Maher)‏ هو أكاديمي جنوب أفريقي، ولد في 28 يناير 1975.